# Tercer tratado gramatical
Tercer tratado gramatical (islandés: Þriðja málfræðiritgerðin) es el nombre por el que se conoce el tercer ensayo sobre estilística y poesía escáldica del nórdico antiguo.
Fue escrita por Óláfr Þórðarson que hizo uso de poesía en métrica dróttkvætt para su trabajo, escrito hacia la primera mitad del siglo XIII; por su autoría también se conoce la obra como Málskrúðsfræði Ólafs Þórðarsonar (la gramática de Óláfr Þórðarson). 
Han sobrevivido diversas copias que se conservan como manuscritos:

## Den arnamagnæanske samling
- AM 242 fol (W) (Ormsbók c. 1350)
- AM 744 4°x (744x) (c. 1700 - 1725)
- AM 748 I b 4° (A) (c. 1300 - 1325)[3]
- AM 757 b 4° (w) (c. 1500)

## Handritasafn Landsbókasafns Íslands
- Lbs 400 4°x (400x) (c. 1770 - 1820)
- Lbs 1116 4°x (1116x) (1819)